# Jodok Fink
Jodok Fink (19. února 1853 Andelsbuch – 1. července 1929 Andelsbuch) byl rakouský křesťansko sociální politik, na počátku 20. století poslanec Říšské rady, v poválečném období poslanec rakouské Národní rady, krátce předseda Provizorního národního shromáždění Německého Rakouska a v letech 1919–1920 rakouský vicekancléř.

## Biografie
Pocházel ze zemědělské rodiny. Vychodil národní školu a jednu třídu gymnázia v Brixenu. Později v roce 1925 mu čestný doktorát udělila univerzita v Innsbrucku. Politickou kariéru začal již v mládí coby starosta rodného Andelsbuchu. Od roku 1890 byl poslancem Vorarlberského zemského sněmu, kde se zasadil o reformu volebního práva a prosadil výstavbu železniční trati Bregenzerwaldbahn. Zasedal v zemské školní radě. Od roku 1911 byl náměstkem zemského hejtmana.
Na konci 19. století se zapojil i do celostátní politiky. Ve volbách do Říšské rady roku 1897 získal mandát v Říšské radě (celostátní zákonodárný sbor) za kurii venkovských obcí, obvod Bregenz, Bregenzerwald, Dornbirn. Do vídeňského parlamentu nastoupil jako bezpartijní, ale brzy se připojil ke Křesťansko sociální straně Rakouska a s ní spojil celou následnou politickou dráhu. Mandát ve svém obvodu obhájil ve volbách do Říšské rady roku 1901. Uspěl i ve volbách do Říšské rady roku 1907, konaných již podle všeobecného a rovného volebního práva (v parlamentu se podílel na formulování volební reformy, která rovné volební právo zaváděla), kdy byl zvolen v obvodu Vorarlbersko 2. Usedl do poslanecké frakce Křesťansko-sociální sjednocení. Mandát obhájil za týž obvod i ve volbách do Říšské rady roku 1911. Usedl do klubu Křesťansko-sociální klub německých poslanců. Ve vídeňském parlamentu setrval až do zániku monarchie.
Po válce patřil k nejvýznamnějším politikům, kteří řídili transformaci vládních struktur zanikající monarchie na nový státní útvar Německé Rakousko. Zasedal v letech 1918–1919 jako poslanec Provizorního národního shromáždění Německého Rakouska (Provisorische Nationalversammlung) a od 21. října 1918 do 30. října 1918 byl předsedou tohoto zákonodárného sboru. Následně byl od 4. března 1919 do 9. listopadu 1920 poslancem Ústavodárného národního shromáždění Rakouska a od 10. listopadu 1920 do své smrti poslancem rakouské Národní rady. Jeho kariéra vyvrcholila, když byl v období 15. března 1919 – 24. června 1920 rakouským vicekancléřem. Vzhledem k účasti kancléře Karla Rennera na vleklých mírových jednáních v Paříži, byl Fink opakovaně faktickým nejvyšším představitelem exekutivní moci v Rakousku.
V prvních letech rakouské republiky se zasazoval o kompromisní vládní uspořádání založené na spolupráci křesťansko sociální a sociálně demokratické strany. Odmítal separatistické tendence ve Vorarlbersku a snahy části populace o přípojení ke Švýcarsku. V Národní radě pak od roku 1923 předsedal křesťansko sociálnímu poslaneckému klubu.